# Hrabstwo Shelby (Tennessee)
Hrabstwo Shelby (ang. Shelby County) – hrabstwo w stanie Tennessee w Stanach Zjednoczonych. Obszar całkowity hrabstwa obejmuje powierzchnię 783,63 mil² (2029,59 km²). Według szacunków United States Census Bureau w roku 2010 miało 927 644 mieszkańców.
Hrabstwo powstało w 1819 roku.

## Historia
Hrabstwo Shelby zostało założone w roku 1819 przez imigrantów europejsko-amerykańskich. Było ono częścią ziem nabytych przez rząd Stanów Zjednoczonych od plemiona Czikasawów w roku 1818. Hrabstwo przyjęło imię Isaaca Shelby, byłego gubernatora stanu Kentucky, który przyczynił się do negocjacji nabycia owych ziem. W latach 1826 do 1868 siedzibą hrabstwa było Raleigh. Po zakończeniu wojny secesyjnej, siedziba została przeniesiona do Memphis (obecnie Raleigh znajduje się w granicach Memphis).
Doliny w rejonie Delty Missisipi były przeznaczone pod plantacje bawełny, gdzie siłą roboczą byli afroamerykańscy niewolnicy. Długo przed wojną secesyjną populację hrabstwa stanowili czarni, w większości niewolnicy, a Memphis rozwinęło ważny rynek handlu bawełną.
W XX wieku, w wyniku mechanizacji rolnictwa oraz wielkiej migracji, wielu Afroamerykanów przeprowadziło się z obszarów rolniczych do Memphis i innych miast północnych w poszukiwaniu pracy oraz nowych możliwości. Po II wojnie światowej, w wyniku wybudowania infrastruktury autostradowej, w hrabstwie zaczęły powstawać nowe domostwa. W hrabstwie nastąpiła urbanizacja, a za nowymi mieszkańcami podążyli przedsiębiorcy detaliczni. Wraz z postępem mieszkaniowym i podmiejskim, większość populacji hrabstwa zaczęli stanowić biali.

## Geografia
Według U.S. Census Bureau, hrabstwo zajmuje powierzchnię łączną 2 030 km², z czego 1 980 km² stanowi ląd, a 57km² stanowią wody. W hrabstwie znajduje się najniżej położony punkt stanu Tennessee, położony na rzece Missisipi, tuż przy granicy Memphis.

## Prawo i rząd
Pierwszy rząd hrabstwa został założony jako sąd kwartalny w roku 1820. W trakcie rekonstrukcji po wojnie secesyjnej, gubernator William G. Brownlow wyznaczył pięcioosobową komisję do zarządzania hrabstwem. Nowa konstytucja hrabstwa Tennessee uchwalona w roku 1870 wprowadziła obowiązek, aby urzędnicy stanowi byli wybierani przez ludność lub przez sąd kwartalny. W roku 1910 sąd hrabstwa Shelby stanowiło 50 członków, przez co wybory odbywały się mało wydajnie. Wiele wybitnych osób narzekało, że odbywały się one "zbyt demokratycznie".
Edward Hull Crump, czołowy polityk Memphis, który posiadał także silne powiązania w hrabstwie i stanie, przyczynił się do uchwalenia ustawy tworzącej trzyosobową komisję, która mogła uchylać wszelkie sprawy uchwalone przez sąd, z wyjątkiem ustanawiania kwoty podatku od nieruchomości, który był pod ochroną konstytucji stanu. Po śmierci Crumpa w roku 1954, komisja została obalona.
W 1964 roku Sąd Najwyższy Stanów Zjednoczonych przewodniczył w sprawie Baker v. Carr, która dotyczyła podziału populacji w okręgach wyborczych według zasad klauzuli o równej ochronie (Equal Protection Clause), opartej na zasadzie "jeden człowiek, jeden głos" (one man, one vote). Poprawka ta została wprowadzona w hrabstwie, a w roku 1965 w Shelby było dziewięć okręgów o względnie wyrównanej populacji, które wybierały członków sądu kwartalnego.
W roku 1975 obywatele głosowali nad ratyfikacją ustawy o restrukturyzacji hrabstwa Shelby (Shelby County Restructure Act), tworzącej pojedynczy, wybieralny organ wykonawczy z tytułem burmistrza oraz organ legislacyjny składający się z 11 członków (obecnie nazywany Komisją Hrabstwa). Burmistrz i członkowie komisji są wybierani jednookręgowo, a komisja reprezentuje 13 okręgów. Członkowie komisji sprawują swoją funkcję w czteroletnich kadencjach.
Innymi wybieralnymi funkcjonariuszami (urzędnikami) hrabstwa są szeryf, komendant służb porządkowych (chief law enforcement officer), powiernik (trustee), główny poborca podatkowy, taksator oraz główny rzeczoznawca do spraw nieruchomości.
Do roku 1996 Komisja Hrabstwa Shelby wybierała członków zarządu szkół hrabstwa Shelby (Shelby County School Board). Zostało to zmienione ze względu na sprzeczność z ustawą o poprawie edukacji (Education Improvement Act) oraz konstytucyjnym obowiązkiem, aby wszyscy urzędnicy hrabstwa, w tym członkowie zarządu szkół hrabstwa, byli wybierani przez ogół jego mieszkańców. W 1996 Komisja Hrabstwa ustanowiła siedem jednoosobowych okręgów wyborczych dla wyborów do zarządu szkół hrabstwa (ustanowienie to nazywane jest również Planem C), którego członkowie są od tego momentu wybierani przez ogół mieszkańców. Plan C spotkał się ze sprzeciwem, czego przykładem jest sprawa znana jako BOARD OF COUNTY COMMISSIONERS OF SHELBY COUNTY TENNESSEE v. BURSON. Hrabstwo Shelby wraz z Radą Komisarzy (Board of Commissioners) jako oskarżycielem, do których dołączyli burmistrzowie sześciu podmiejskich magistratów, złożyli w 1996 pozew przeciwko Planowi C, wnosząc, że zasada "jeden człowiek, jeden głos" wcielona przez klauzulę równej ochrony czternastej poprawki do Konstytucji Stanów Zjednoczonych naruszyła ich prawa poprzez rozproszenie ich głosów. Miasto Memphis, pomimo posiadania własnego systemu szkolnictwa, w 1990 roku stanowiło 74,8% populacji hrabstwa, w wyniku czego przedstawiciele ich okręgu mogli zdominować wybory do zarządu szkół hrabstwa, obejmując sześć z siedmiu stanowisk. Efektem tego przedstawiciele Memphis mogli zdominować system, którego zadaniem było służyć mieszkańcom hrabstwa i uczniom, którzy żyli poza granicami miasta.
Sąd obwodowy (District Court) po rozpoznaniu sprawy ogłosił, że:
- Miasto Memphis nie zagwarantowało znacznego wsparcia finansowego dla okręgu szkolnego hrabstwa Shelby (Shelby County School District) oraz otrzymało pieniądze od hrabstwa,
- Przytłaczające prawo głosu mieszkańców Memphis spoza okręgu praktycznie gwarantowało, że ci mieszkańcy mogli kontrolować radę edukacji okręgu Shelby (Shelby Country Board of Education),
- Liczba uczniów należących do innych okręgów niż tych, w których się uczyli była minimalna, a możliwość wystąpienia dodatkowej liczby takich uczniów była znacznie ograniczona ze względu na długo trwającą desegregację,
- Istniało co najwyżej kilka wspólnych programów pomiędzy okręgami. Wobec tego, sąd obwodowy podsumował, że wybory na członków lokalnego zarządu szkół zgodnie z Planem C były niezgodne z konstytucją, wobec czego zakazał wdrożenia tego Planu[10]. Sąd niższej instancji zwrócił uwagę, że w podobnej sprawie z roku 1995 utrzymano, że "odpowiednią jednostką geopolityczną dla celów analizy zasady "jeden człowiek, jeden głos" w sprawach takich jak ta jest okręg szkolny, a nie całe hrabstwo"[10]. Po odwołaniu decyzja sądu niższej instancji została podtrzymana, wraz ze słowami "Konstytucja zabroniła stanowi Tennessee włączenia wyborców z Memphis do wyborów do rady edukacji hrabstwa Shelby"[10].

Wynikiem sprawy było ustanowienie przez komisarzy hrabstwa siedmiu jednoosobowych specjalnych okręgów w hrabstwie poza granicami Memphis, celem wyłonienia członków rady do rady szkół hrabstwa Shelby.

## Demografia
Według spisu z roku 2010, hrabstwo zamieszkują 927 644 osoby, z których 52,1% to czarni lub Afroamerykanie, 40,6% to biali, 2,3% Azjaci, 0,2% rdzenni Amerykanie, 3,3% ludność innych ras, 1,4% to ludność wywodząca się z dwóch lub większej ilości ras a 5,6% to Hiszpanie lub Latynosi.
Według spisu z roku 2000, hrabstwo zamieszkiwały 897 472 osoby, które tworzyły 338 336 gospodarstw domowych oraz 228 735 rodzin. Gęstość zaludnienia wynosiła 459 osób/km². Na terenie hrabstwa znajdowały się 362 954 budynki mieszkalne o średniej częstości występowania na poziomie 186 budynków/km². 48,56% ludności stanowili czarni lub Afroamerykanie, 47,34% biali, 0,2% rdzenni Amerykanie, 1,64% Azjaci, 0,04% mieszkańcy z wysp Pacyfiku, 1,2% ludność innych ras, 1,02% ludność wywodząca się z dwóch lub większej ilości ras, 2,6% Hiszpanie lub Latynosi.
W hrabstwie znajdywało się 338 366 gospodarstw domowych, z czego w 34,2% z nich znajdywały się dzieci poniżej 18 roku życia. 42,8% gospodarstw domowych tworzyły małżeństwa. 20,1% stanowiły kobiety bez męża, a 32,4% to nie rodziny. 27% wszystkich gospodarstw składało się z jednej osoby. W 7,7% znajdywały się samotne osoby powyżej 65 roku życia. Średnia wielkość gospodarstwa domowego wynosiła 2,6 osoby, a średnia wielkość rodziny wynosiła 3,18 osoby.
Populacja hrabstwa rozkładała się na 28,2% osób poniżej 18 roku życia, 9,7% osób z przedziału wiekowego 18-24 lat, 31,1% osób w wieku od 25 do 44 lat, 21% w wieku 45-64 lat i 10% osób które były w wieku 65 lub starszym. Mediana wieku mieszkańców wyniosła 33 lata. Na każde 100 kobiet przypadało 91,4 mężczyzn. Na każde 100 kobiet w wieku 18 lub więcej lat przypadało 86,8 mężczyzn.
Mediana rocznego dochodu w hrabstwie na gospodarstwo domowe wynosiła 39 593 $ a mediana rocznego dochodu na rodzinę wynosiła 20 856 $. Mediana rocznego dochodu na mężczyznę wyniosła 36 932 $, na kobietę 26 776 $. Średni roczny dochód na osobę wynosił 20 856 $. 12,9% rodzin i 16% populacji hrabstwa żyło poniżej minimum socjalnego, z czego 22,9% to osoby poniżej 18 lat a 13,3% to osoby powyżej 65 roku życia.

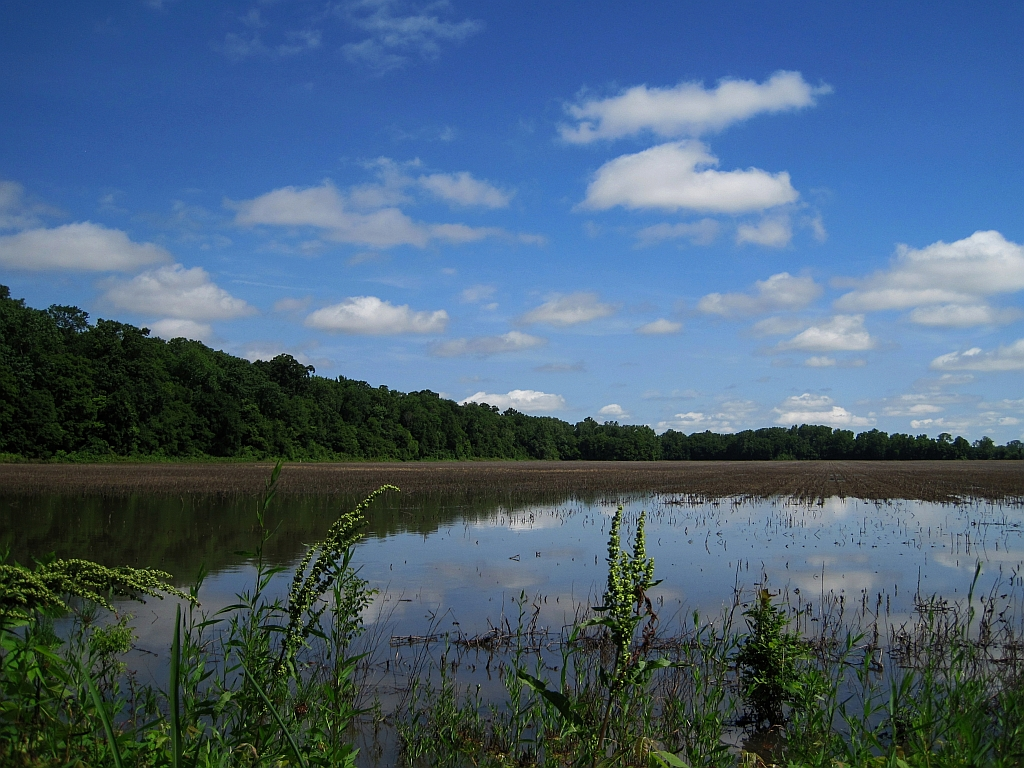
Park stanowy Meeman-Shelby (Meeman-Shelby Forest State Park)

| Populacja hrabstwa w poprzednich latach | Populacja hrabstwa w poprzednich latach |
| Rok                                     | Liczba ludności                         |
| --------------------------------------- | --------------------------------------- |
| 1980                                    | 774 381                                 |
| 1990                                    | 826 330                                 |
| 2000                                    | 897 472                                 |
| 2005                                    | 909 035                                 |

## Miasta
- Arlington
- Bartlett
- Collierville
- Germantown
- Lakeland
- Memphis
- Millington[11]

## Gmach sądu hrabstwa
Gmach sądu hrabstwa Shelby (Shelby County Courthouse) zaprojektował James Gamble Rogers. Budynek został ukończony w roku 1909.
Ambitnie przedstawione rzeźby zaprojektował J. Massey Rhind. Nawiązują one do prawa kanonicznego, rzymskiego, ustawowego, cywilnego i karnego. Kobiece, alegoryczne sylwetki znajdujące się na gzymsie północnej fasady przedstawiają integralność, odwagę, łaskę, powściągliwość, rozwagę i naukę. Wokół głównego wejścia znajdują się nadnaturalnych rozmiarów sylwetki wyrażające mądrość, sprawiedliwość, wolność, władzę, pokój i dobrobyt.

Gmach ten jest na chwilę obecną największym gmachem sądu w stanie. Budynek został ukazany w filmie Milczenie owiec jako miejsce gdzie więziony był Hannibal Lecter.

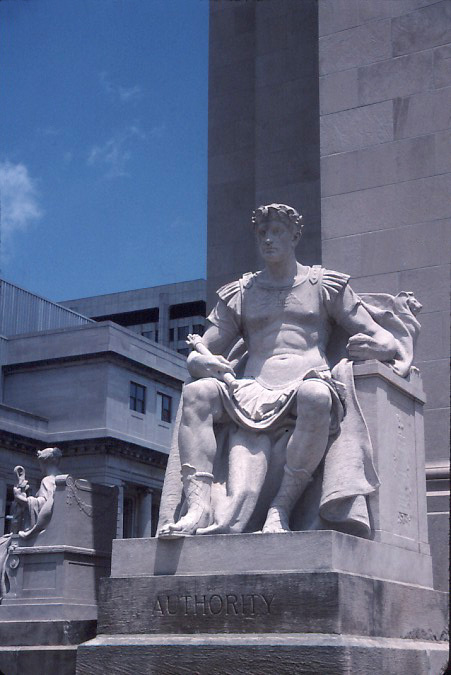
Władza
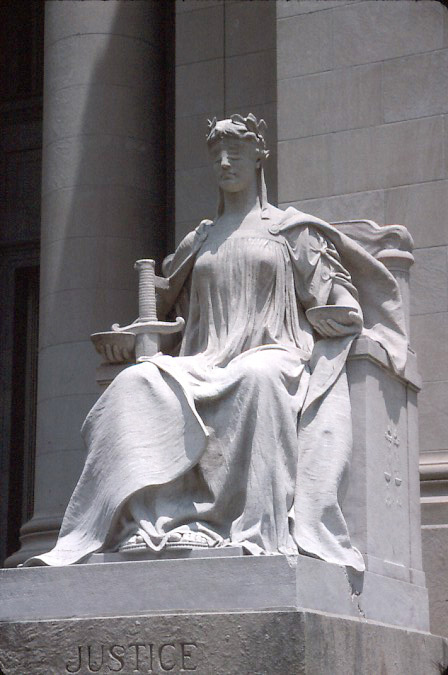
Sprawiedliwość

## Edukacja
Do końca roku szkolnego 2012-2013, prawie cały obszar, który znajdował się poza granicami miasta Memphis należał do rejonu szkół prowadzonego przez Shelby County Schools, a szkoły w Memphis były prowadzone przez Memphis City Schools. 30 czerwca 2013 roku szkoły z Memphis i hrabstwa Shelby połączyły się, tworząc zjednoczony system szkół stanowych, który trwał przez jeden rok.
W roku 2014 zarejestrowane przedmieścia Arlington, Bartlett, Collierville, Germantown, Lakeland oraz Millington odłączyły się od zjednoczonego systemu i utworzyły swój własny okrąg miejski. Ich mieszkańcy już wcześniej głosowali za utworzeniem miejskich okręgów szkolnych oraz za związaną z nimi podwyżką podatku obrotowego. Jedynie Millington nie przegłosowało podwyżki, do czego zabrakło trzech głosów. 27 listopada 2012 roku sędzia sądu obwodowego Samuel Mays unieważnił te głosowania, jako że prawo stanowe obowiązujące w tamtym czasie dotyczyło jedynie konkretnego obszaru (co jest niezgodne z Konstytucją). Władze stanu Tennessee przegłosowały ustawę jeszcze raz, aby włączyć wszystkie obszary. Wszystkie sześć przedmieść zagłosowało raz jeszcze za okręgami miejskimi i rozpoczęły nauczanie z dniem 4 sierpnia 2014.
W Memphis znajdują się Baptist College of Health Sciences, Christian Brothers University, Embry–Riddle Aeronautical University, Worldwide (Kampus w Memphis), Harding School of Theology, LeMoyne–Owen College, Memphis College of Art, Memphis Theological Seminary, Rhodes College, Southern College of Optometry, Southwest Tennessee Community College, University of Tennessee Health Science Center, oraz University of Memphis.
W Cordova znajduje się Mid-America Baptist Theological Seminary, a w Germantown kampus zamiejscowy Union University

## Sport
- Memphis Grizzlies, klub koszykarski NBA.
- Memphis Redbirds, klub baseballowy.

## Społeczności

| # | Społeczność  | Oznaczenie | Data założenia  | Populacja (2010) |
| - | ------------ | ---------- | --------------- | ---------------- |
| 4 | Arlington    | Miasteczko | 1900            | 11 517           |
| 2 | Bartlett     | Miasto     | 1866            | 55 055           |
| 7 | Collierville | Miasteczko | 1807            | 46 462           |
| 6 | Germantown   | Miasto     | 1841            | 39 161           |
| 3 | Lakeland     | Miasto     | 1977            | 12 430           |
| 5 | Memphis      | Miasto     | 29 grudnia 1826 | 670 132          |
| 1 | Millington   | Miasto     | 1903            | 10 176           |